# Другий Кишинівський погром
Кишинівський погром 1905 року — насильницький випадок, який стався 19 жовтня 1905 року в Кишиневі, через два з половиною роки після погрому 1903 року.

## Причини
Важливим елементом у маніпулюванні християнським населенням, щоб повстати проти євреїв, була публікація в 1903 році царською таємною поліцією брошури «Протоколи сіонських мудреців», яка викликала вороже сприйняття реформаторських указів 1905 року. Він, окрім заснування Думи, також надав євреям право голосу.
Також незаперечною перемогою Японії в російсько-японській війні (закінчилася підписанням Портсмутського мирного договору 5 вересня 1905 р.), яка призвела до повного знищення російського військово-морського флоту і кількох російських піхотних армій, а також капітуляції південної половини острова Сахалін Японії, спричинив хвилю націоналізму та ксенофобії в переможеній Росії.

## Подія
Цього разу погром розпочався як протест проти російського царя Миколи II (у контексті російської революції 1905 року), протести, які переросли у напад на євреїв. Під час насильства було вбито 19 євреїв і 56 євреїв було важко поранено.
Єврейську громаду в Кишиневі на цей раз не застали зненацька. Була організована група з 200 євреїв, половина з яких була озброєна, які стали на захист єврейського населення та завдали втрат погромникам.

## Наслідки
Погроми 1903 і 1905 років сильно вплинули на єврейську громаду в Молдові, змусивши тисячі євреїв емігрувати до Сполучених Штатів Америки.

## Пам'ять
На ознаменування цих звірств у Кишиневі на вулиці Мілано встановлено «Меморіал єврейського погрому 1903—1905 років».